# Sonic
 (septembre 2024).
Si vous disposez d'ouvrages ou d'articles de référence ou si vous connaissez des sites web de qualité traitant du thème abordé ici, merci de compléter l'article en donnant les références utiles à sa vérifiabilité et en les liant à la section « Notes et références ».
 (septembre 2024).
- Si vous ne connaissez pas le sujet, laissez ce bandeau (vous pouvez alors contacter les auteurs).
- Si vous supprimez le contenu mis en cause (vous pouvez préalablement contacter les auteurs),

argumentez précisément cette suppression dans la page de discussion
(un manque de référence n'est pas un argument ; une recherche réelle de référence doit avoir été effectuée, être formellement documentée).
Cet article concerne le personnage. Pour la série de jeux vidéo, voir Sonic the Hedgehog. Pour les autres articles homonymes, voir Sonic (homonymie).
Sonic (ソニック, Sonikku), ou Sonic le Hérisson (en anglais : Sonic the Hedgehog, [ˈsɒnɪk ðɪ ˈhɛdʒˌhɒɡ]), est le personnage principal de la série de jeux vidéo Sonic the Hedgehog éditée par Sega. C'est un hérisson bleu qui a le pouvoir de courir à une vitesse supersonique et de se recroqueviller en une boule pour attaquer ses ennemis.
Le premier jeu vidéo, Sonic the Hedgehog, est sorti le 23 juin 1991 dans le but de doter Sega d'une mascotte qui puisse rivaliser avec celle de leur concurrent Nintendo, Mario. Depuis, Sonic est devenu l'un des personnages de jeu vidéo les plus connus au monde, avec des jeux qui se sont vendus à plus de 70 millions d'exemplaires. En 2005, Sonic est dans les premiers personnages intronisés au Walk of Game.
Les concepteurs Naoto Ōshima, Hirokazu Yasuhara et le programmeur Yuji Naka sont généralement crédités pour la création du personnage.
Initialement cantonné au jeu de plates-formes, Sonic s'est depuis initié à d'autres styles comme le jeu de course (Sonic R), de flipper (Sonic the Hedgehog Spinball), ou de combat (Sonic The Fighter). Il apparait aussi dans un bon nombre de séries dérivées de comics, de dessins animés et de films, Sonic the Hedgehog: The Movie en 1996 et Sonic, le film en 2020.

## Conception
Les premiers croquis de Sonic sont faits en 1986. C'est en 1990, alors que Nintendo, principal concurrent de Sega sur le marché des consoles, avait déjà trouvé la mascotte parfaite avec Mario dès 1985, que Sega recherche encore un personnage charismatique capable de véritablement concurrencer le célèbre plombier et ainsi remplacer la mascotte de l'époque, Alex Kidd, qui n'arrive pas à convaincre.
Le département recherche et développement du studio Sega AM8 soumet de nombreuses propositions, dont un tatou (qui sera plus tard repris pour le personnage de Mighty the Armadillo), un chien, une caricature de Theodore Roosevelt en pyjama (qui servira de base pour Docteur Robotnik), et un lapin (censé pouvoir étirer ses oreilles pour attraper des objets, une idée qui sera incorporée dans Ristar). Finalement, c'est le hérisson bleu de Naoto Ōshima, dont le nom de code était « M.Needlemouse » (needlemouse étant une traduction littérale du mot hérisson en japonais), qui fut désigné pour incarner la nouvelle mascotte de Sega. La couleur bleue fut choisie pour concorder avec le logo bleu de Sega, les chaussures étant inspirées des couleurs de la couverture de l'album Bad de Michael Jackson, avec un contraste très fort entre rouge et blanc, comme les bottes du père Noël. Le personnage est finalement appelé « Sonic » en raison de sa vitesse et AM8 se renomme alors en Sonic Team, composée de cinq personnes, dont Yuji Naka, Naoto Oshima et Hirozaku Yasuhara, et commence à travailler sur Sonic the Hedgehog. Pour plaire au marché américain et contraster avec Mario, Sonic se donne une image jeune, rapide et légèrement arrogante. Il ne peut néanmoins pas nager, car à l'époque, Yuji Naka croyait les hérissons incapables de le faire. Il sort sur Mega Drive en 1991. Mais sa toute première apparition dans le monde du jeu vidéo s’est faite en salle d’arcade, peu avant la même année, dans Rad Mobile, un jeu de course automobile dans lequel Sonic, sous la forme d'un porte clef désodorisant, était suspendu au rétroviseur,.
Les concepts originaux font faire Sonic partie d’un groupe de rock et une petite amie nommée Madonna. Néanmoins, une équipe de Sega of America, menée par Madeline Schroeder, qui se nommait elle-même « la mère de Sonic » (« Sonic's mother ») édulcore le jeu pour le marché américain en enlevant ces éléments. Cela a provoqué un vif débat avec la Sonic Team ; néanmoins, Naka admit plus tard que c'était probablement mieux comme cela. Les apparences de Sonic variaient en fonction du média et du style avec lequel il était dessiné : Le Sonic original, dessiné par Oshima était petit, avec de courtes épines, un corps rond et des iris non visibles, tout comme les artworks de jeux vidéo dessinés pour le packaging de Sonic the Hedgehog et d'autres jeux de la série. Quand Sonic the Hedgehog sur Mega Drive est apparu, les proportions de Sonic ont changé, passant d’un ratio hauteur/largeur de 1:2 à 1:2,5.
Depuis Sonic Adventure, sorti en 1998, Sonic est redessiné par Yuji Uekawa, le dotant de plus grandes jambes, d’un corps moins sphérique, des piquants plus tombants et des yeux verts. Sonic Generations est centré sur la rencontre du Sonic Old-School dessiné par Ōshima et le Sonic Next-Gen redessiné par Uekawa.

## Distribution

Logo du jeu d'arcade SegaSonic the Hedgehog.

Plusieurs acteurs prêtent leur voix à Sonic dans ses apparitions vidéo ludiques. Sonic est doté dans le jeu Sonic CD, sorti sur Mega-CD en 1993, de quelques échantillons de voix de Keiko Utoku. Le premier « vrai » doublage de Sonic est celui de Takeshi Kusao pour le jeu SegaSonic the Hedgehog, sorti sur borne d'arcade en 1993, Junichi Kanemaru doublant les jeux vidéo de la série Sonic en japonais après, à l’exception de la forme hérisson-garou de Sonic, dans le jeu Sonic Unleashed, doublée par Tomokazu Seki.
Le premier doublage de Sonic en anglais est celui de Jaleel White dans les séries animées Les Aventures de Sonic, Sonic the Hedgehog et Sonic le rebelle. Le premier doublage en anglais dans un jeu vidéo est celui de Ryan Drummond, qui commence avec Sonic Adventure, puis double Sonic dans tous ses jeux vidéo jusqu’en 2004, lorsqu'il est remplacé par Jason Adam Griffith, qui avait auparavant doublé le personnage dans la série animée Sonic X. Ce dernier est remplacé par Roger Craig Smith, qui commence par Sonic Free Riders et Sonic Colours ; en novembre 2010, il doublera également Sonic lors de son apparition dans Les Mondes de Ralph en 2012.
En français, Sonic est doublé par Olivier Korol dans Les Aventures de Sonic, Sonic le rebelle et dans Les Mondes de Ralph et par Alexandre Gillet dans Sonic X. À l’occasion du 20e anniversaire de Sonic, Sega décide pour la toute première fois de faire doubler un jeu Sonic dans d'autre langues que le japonais et l'anglais, ce qui permet à Alexandre Gillet de reprendre son rôle de Sonic dans la version française de Sonic Generations. En 2013, il reprend une nouvelle fois le rôle du hérisson bleu dans Sonic Lost World et plus tard dans Mario et Sonic aux Jeux olympiques d'hiver de Sotchi 2014. En 2014, Alexandre Gillet refait une fois de plus la voix de Sonic dans Super Smash Bros. for Nintendo 3DS / for Wii U et dans Sonic Boom (jeux vidéo et dessin animé). En 2017, le comédien français prête à nouveau sa voix au personnage dans le jeu Sonic Forces ainsi que dans Super Smash Bros. Ultimate sortie en 2018. Notons que même si c'est Alexandre Gillet qui fait la voix de Sonic dans les jeux et la série Sonic Boom, ça n’empêche pas Olivier Korol de reprendre le rôle du hérisson bleu dans Les Mondes de Ralph et sa suite Ralph 2.0 à la place de Gillet, il est possible que les deux comédiens se partagent le doublage de Sonic d'une certaine manière.
En québécois, Sonic est doublé par Nicolas Charbonneaux-Collombet mais uniquement dans les films d'animation tels que Les Mondes de Ralph et sa suite Ralph 2.0 et non dans les jeux, car le doublage français de Sonic dans les jeux est uniquement fait par Alexandre Gillet. C'est le cas aussi pour Maël Davan-Soulas, qui double le personnage uniquement dans les film tels que Sonic, le film et leur suites Sonic 2, le film et Sonic 3, le film.

## Caractéristiques
Sonic est un hérisson anthropomorphique bleu céruléen qui est dit avoir la capacité de pouvoir courir à la vitesse du son, soit 1 224 km/h. IL porte des gants et des chaussettes blanches, et des sneakers blanc et rouge. Dans toutes les séries confondues, Sonic est loyal et courageux il est prêt à prendre de nombreux risques pour venir en aide à des innocents.
Sonic est réputé aquaphobe. En réalité, ce n'est pas tant qu'il a peur de l'eau, mais il nage très mal, comme on le voit dans la série Mario & Sonic aux Jeux olympiques. Dans les jeux de la série principale, il avance dans l'eau comme il le ferait à l'air libre, mais plus lentement, ce qui amoindrit son potentiel. De plus, il ne respire pas sous l'eau, et lorsqu'il commence à manquer d'air, il doit impérativement trouver une bulle d'air, sous peine de se noyer et de perdre une vie. Cela est dû qu'au moment de la création du personnage, Yuji Naka croyait les véritables hérissons inaptes à nager. Il a donc estimé que leur congénère bleu ne pouvait pas savoir nager convenablement.
Sonic serait né sur Christmas Island, une île qui n'a été vue dans aucun jeu. Toutefois, dans Sonic Adventure 2, lors du combat final, Shadow confie à Sonic qu'il pourrait être lui aussi une création du Professeur Gerald Robotnik dans la mesure où ils ont tous les deux les mêmes pouvoirs. Sonic voyage autour du globe et au-delà, à la recherche d'aventures et de sensations fortes, émerveillé de découvrir sans arrêt de nouveaux lieux à explorer et de légendaires secrets à découvrir. Son île préférée est South Island, qu'il visite plus d'une fois. C'est sur cette île qu'il rencontrera pour la première fois celui qui allait devenir son principal ennemi : le Docteur Ivo "Eggman" Robotnik. Dans Sonic Adventure 2, il est précisé que la planète sur laquelle les jeux se passent n'est pas Mobius mais la Terre.[réf. nécessaire]
Sonic était, à l'origine, un hérisson brun, jusqu'au moment où il découvre par hasard le laboratoire du Docteur Ovi Kintobor, un scientifique souhaitant faire de la planète un paradis grâce à une machine nommée Retro-Orbital Chaos Compressor, mais ayant besoin pour cela d'une Chao Emerald grise. Sonic se propose de l'aider. Ayant remarqué que Sonic aimait courir, le docteur l'aide à développer sa vitesse, l'amenant même à briser le mur du son provoquant une explosion qui transforme Sonic en hérisson bleu super-rapide. Sonic ne réussit pas à trouver la septième émeraude. Mais un jour, Kintobor voulut tenter d'utiliser sa machine malgré tout. Il partit d'abord vers le réfrigérateur, qui ne contenait plus qu'un œuf pourri. Il utilisa l’œuf comme septième émeraude du chaos et, en lançant la machine, il provoqua une explosion. Lorsqu'il en ressortit, il était le Docteur Eggman.[réf. nécessaire]

### Techniques
Sonic possède un éventail de mouvements spéciaux sans cesse renouvelés et améliorés au fil des jeux. Des simples Rolling Spin Attack et Jumping Spin Attack (Rouler Tourbillon Attaque et Sauter Tourbillon Attaque) en boule, il développe le Spin Dash (Course tourbillon) qui permet de prendre de l'élan, le Super Peel Out qui est une alternative du Spin Dash et le Drop Dash (Turbo jeté).
Dans Sonic Adventure, Sonic Adventure 2, Sonic Heroes, Sonic Unleashed, Sonic Generations et Sonic Frontiers, il utilise le Light Dash (Course Éclair) qui lui permet de suivre une série d'anneaux automatiquement à la vitesse de la lumière. Le Homing Attack (Attaque téléguidée) est une attaque en boule après un saut d'ennemis non loin devant Sonic. La technique Light Attack ressemble à la précédente, mais permet d'attaquer des ennemis en hauteur. Dans Sonic Adventure 2, il utilise le Chaos Control (Contrôle du Chaos) (lui permettant de se téléporter), le Sonic Wind (attaque à distance) et le Time Stop (mais seulement dans les modes multi-joueurs, ce qui peut laisser à penser qu'il ne maîtrise pas vraiment cet éventail de techniques). Également dans Sonic Adventure 2, grâce à ses nouvelles chaussures les Soap Shoes, qui sont des vrais souliers qui permettaient de glisser sur des barres de métal au début des années 2000. Sonic peut ainsi grinder sur les rampes et autres barres, cette technique sera ensuite toujours utilisée (cependant sans chaussures spéciales).
Dans Sonic Heroes, il peut créer des petites tornades (probablement la même technique que dans Sonic Adventure 2, le Sonic Wind), et aidé de Tails et Knuckles il peut utiliser le Rocket Accel, similaire au Spin-Dash, augmentant sa vitesse. Sonic Rush propose également une nouvelle technique: le Rush, durant lequel Sonic est invincible et fonce (ce qui est également disponible dans Sonic Unleashed, Mais seulement en collectant des Rings.).
Dans Sonic Unleashed, Sonic est capable d'utiliser le Sonic Boom, une technique lui permettant de dépasser le mur du son et de charger tout sur son passage en le rendant quasiment invincible. Dans sa forme de Hérisson-garou, Sonic est beaucoup plus lent que d'habitude mais ses puissantes attaques compensent sa lenteur.
Voici une liste des pouvoirs que possède Sonic the Werehog :
- Courir à 4 pattes.
- Bras extensibles: ses bras peuvent s'étirer, ce qui lui permet d'attaquer les ennemis de loin, d'atteindre des endroits inaccessibles et de s'accrocher aux poteaux et aux barres facilement. Cette capacité a été découverte accidentellement lorsqu'un cornet de glace était sur le point de tomber par terre (cette capacité est similaire à celle de Luffy le héros de One Piece).
- Force élevée: La force de Sonic the Werehog est plus élevée que dans sa forme normale, lui permettant d'ouvrir les portes fermées ainsi que de ramasser, transporter et lancer des caisses et des ennemis sans effort.
- Griffes et Crocs: Sonic possède des griffes et des crocs qui le rendent efficace au corps à corps.
- Chaussures pointues: Sonic possède des chaussures avec des pointes en dessous qui sont utiles au corps à corps.

Il peut utiliser le pouvoir des Wisps (dans Sonic Colours, Sonic Generations, Sonic Lost World et Sonic Forces): Wisp Blanc: Boost (Turbo); Wisp Cyan: Laser ; Wisp Jaune: Vrille ; Wisp Bleu: Cube ; Wisp Orange: Fusée ; Wisp Vert: Vol ; Wisp Rose: Épine ; Wisp Rouge: Explosion; Wisp Violet: Trou noir et Nega Wisp: Furie.
Sonic peut également invoquer un bumper pour se propulser en l'air et allonger ses épines dans la série Super Smash Bros..
Dans le film, Sonic peut provoquer de l'électricité lorsqu'il court ce qui lui fait, par exemple, provoquer une panne générale sur le Nord-Ouest Pacifique des États-Unis (cet acte est toutefois involontaire). Robotnik découvre par ailleurs à partir de l'analyse de ses épines que la puissance de ce pouvoir est illimitée.

### Transformations
Sonic possède diverses formes :
- Dans plusieurs jeux depuis 1992, Sonic peut se transformer en Super Sonic, doré et invincible il peut vaincre de nombreux ennemis, même des flottes spatiales, et atteint une vitesse impressionnante grâce aux Emeraudes du Chaos.
- Dans un seul jeu, Sonic 3 and Knuckles, Sonic peut se transformer en Hyper Sonic, une version blanche et plus rapide, mais particulièrement similaire en termes de capacités à Super Sonic grâce aux super émeraudes.
- Dans une seul série de Sonic X, Sonic peut se transformer en Dark Sonic, une version noir, plus rapide, mais particulièrement similaire en termes de capacités à à Super Sonic, sa rage est incontrôlable et grâce aux pouvoirs des fausses Emeraudes du Chaos.
- Dans le jeu Sonic and the Secret Rings, il peut se transformer en Darkspine Sonic, violet et maniant du feu grâce au trois anneaux du monde, la rage, la tristesse et la haine.
- Dans le jeu Sonic Unleashed, la nuit Sonic se transforme en Sonic the Werehog,  un hérisson-garou à cause de l'énergie du dark gaïa.
- Dans Sonic and the Black Knight, sur Wii, Sonic utilise une épée et peut se transformer en Excalibur-Sonic, protégé par une armure dorée.

### Films

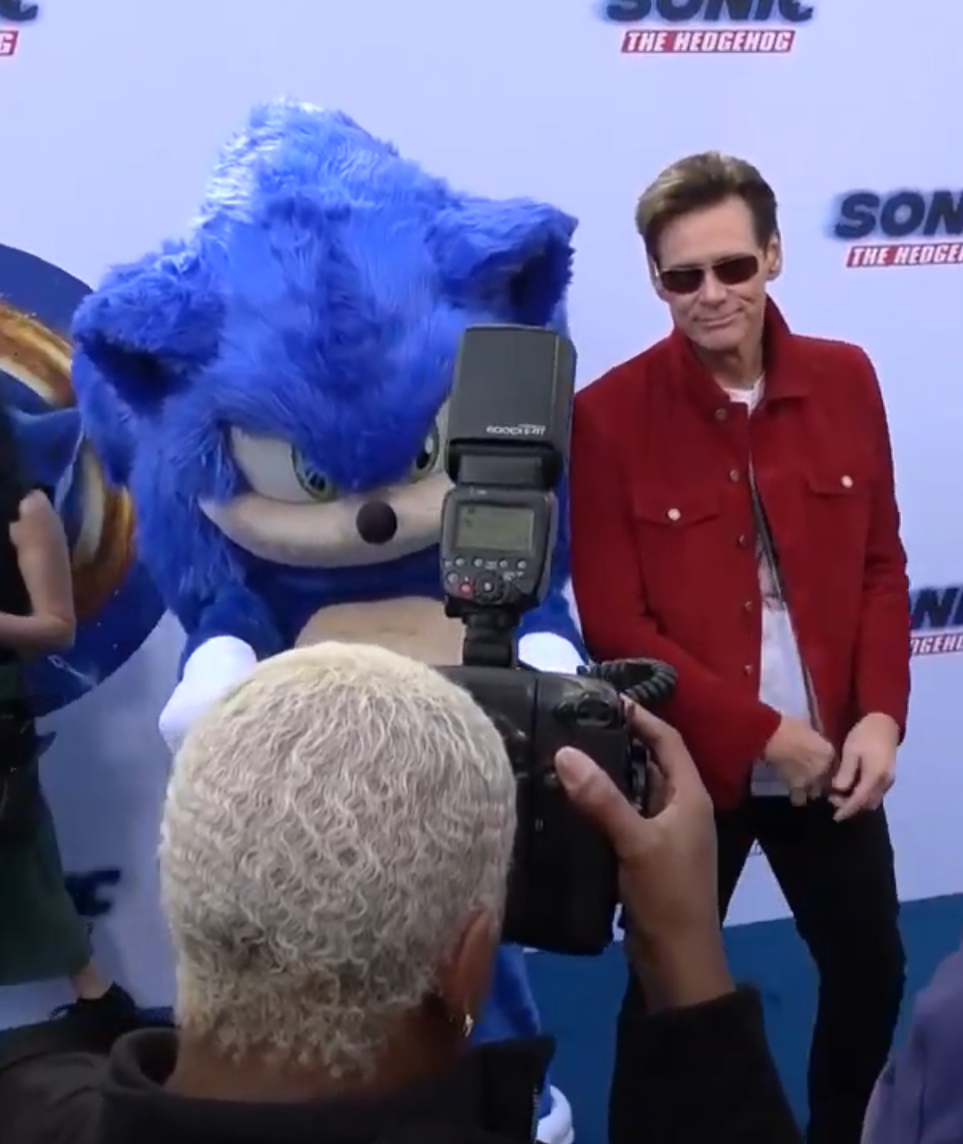
L'acteur Jim Carrey, qui joue Eggman dans les films Sonic, lors de l'avant-première du premier opus.

## Impact culturel

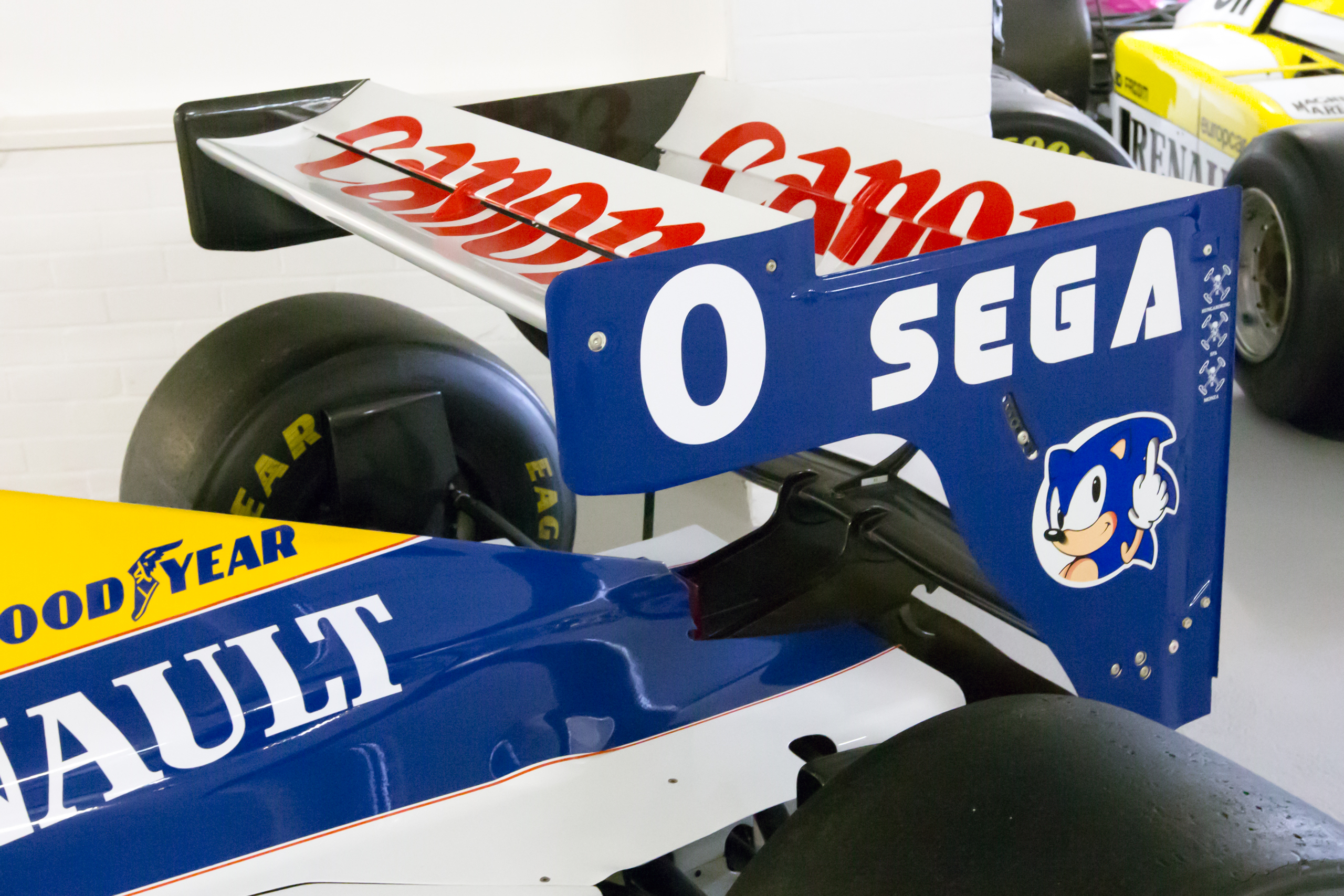
Logo Sega avec Sonic sur l'aileron arrière de la WIlliams FW15C.

En 1993, Sega sponsorise l'écurie de Formule 1 Williams-Renault. Les jambes de Sonic apparaissent sur les flancs des Williams, au niveau du cockpit. Les Williams dominent durant toute la saison et remportent le championnat pilotes (avec Alain Prost) et constructeurs, ce qui gonfle la réputation de Sega et surtout de Sonic en Europe.
Sonic est aussi nommé dans la chanson Abiura di me du chanteur Italien Caparezza.
En génétique, le gène Sonic hedgehog (SHH) est nommé d'après le personnage de Sega . Il s'agit chez les vertébrés d'un des homologues au gène Hedgehog (HH) des invertébrés. Ces gènes jouent un rôle dans le développement embryonnaire et la prolifération des cellules souches chez l'adulte. Parmi les 3 gènes homologues des vertébrés, avec DHH (gène Desert Hedgehog) et IHH (gène Indian Hedgehog) , le gène Sonic hedgehog est le plus étudié .
Deux ensembles de produits LEGO en collaboration avec Sega sont sortis, le premier en 2021 et le deuxième le 1er août 2023.